# The Journals of Musan
Pour plus de détails, voir Fiche technique et Distribution.
The Journals of Musan (무산일기, Musanilgi) est un film sud-coréen réalisé par Park Jung-bum, sorti en 2010. Le film est inspiré de la rencontre entre le réalisateur, alors qu'il étudiait à l'Université Yonsei, et un réfugié nord-coréen, Jeon Seung-chul. Primé dans des festivals à plusieurs reprises, le film a notamment reçu le prix New Currents au 15e Festival international du film de Busan, le Tigre d'or au 40e Festival international du film de Rotterdam et le Lotus du Jury au 13e Festival du film asiatique de Deauville.

## Synopsis
Jeon Seung-chul est un déserteur nord-coréen exilé en Corée du Sud. Il subit de nombreuses discriminations au sein de cette nouvelle société malgré son respect pour les autorités sud-coréennes et sa volonté de trouver un emploi.

## Fiche technique
- Titre : The Journals of Musan
- Titre original : 무산일기 (Musanilgi)
- Réalisation : Park Jung-bum
- Scénario : Park Jung-bum
- Pays d'origine : Corée du Sud
- Production : Nan-sook KimJin-uk LeeJung-bum Park
- Format : Couleurs - 35 mm
- Genre : Drame
- Durée : 127 minutes
- Date de sortie : 
  -  Corée du Sud : 8 octobre 2010
  -  États-Unis : 29 avril 2011

## Distribution
- Park Jung-bum : Jeon Seung-chul
- Jin Yong-ok : Kyung-Chul
- Kang Eun-jin : Young-sook
- Park Young-duk : Detective Park

## Distinctions

### Récompenses
- 15e Festival international du film de Busan[1] : 
  - New Currents
  - FIPRESCI
- 10e Festival international du film de Marrakech : Étoile d'or
- 10e Festival du film de Tribeca : Best New Narrative Filmmaker
- 13e Festival du film asiatique de Deauville[2] : Lotus du Jury
- 4e Festival international du cinéma indépendant PKO Off Camera[3] : Prix du film de Cracovie
- 54e Festival international du film de San Francisco : Best New Director
- 15e Toronto Reel Asian International Film Festival : Best First Feature Film Award
- 47e Mostra internazionale del Nuovo Cinema di Pesaro[4] :
  - Grand Prix
  - Prix des jeunes critiques
- 8e Festival international du film d'Erevan : Abricot d'argent
- 20e Buil Film Awards : Meilleur nouveau réalisateur
- 31e Korean Association of Film Critics Awards[5] : Meilleur nouveau réalisateur
- 40e Festival international du film de Rotterdam[6] : Tigre d'or
- 12e Tokyo Filmex : Prix spécial du Jury

### Nominations
- 32e Blue Dragon Film Awards :
  - Meilleur nouvel acteur
  - Meilleur nouveau réalisateur